# Росянка английская
Рося́нка англи́йская (лат. Drósera ánglica) — насекомоядное растение, растущее на торфяных болотах, вид рода Росянка (Drosera) семейства Росянковые (Droseraceae).
Росянка английская внесена в Красные книги и списки редких растений некоторых областей России.

## Ботаническое описание
Многолетнее травянистое растение высотой 10—25 см.
Корневая система слабая и служит в основном для удержания растения на месте и впитывания воды.
Листья собраны в прикорневую розетку, косо направлены вверх. Листовая пластинка простая, линейно-продолговатой формы, длиной 1,5—3 см, шириной до 5 мм. Верхушка листа закруглённая, основание клиновидное, постепенно переходящее в черешок. Черешок длинный, общая длина листа вместе с черешком составляет 5—10 см. Поверхность листьев покрыта многочисленными крупными красными железистыми волосками, на концах которых выступают капельки блестящей на солнце вязкой жидкости, служащие для ловли насекомых.
Цветёт в июле — августе. Соцветия — завитки, состоящие из мелких белых цветков, расположены на тонких красноватых цветоносах длиной до 25 см.
Плод — одногнёздная удлинённо-овальная гладкая пятистворчатая коробочка длиной до 7 мм. Семена мелкие, чёрные или чёрно-бурые.

## Распространение и экология
Вид произрастает в Европе, Северной Америке (Канада, США), Монголии. В России — в европейской части, Сибири, на Дальнем Востоке (Камчатка, Приморье, Сахалин).

## Применение
Отвар травы росянки английской применяется в народной медицине.

## Таксономия
Drosera anglica Huds., 1778, Fl. Angl. , ed. 2: 135
Вид Росянка английская относится к роду Росянка (Drosera) семейства Росянковые (Droseraceae) порядка Гвоздичноцветные (Caryophyllales). Кладограмма в соответствии с Системой APG IV по состоянию на декабрь 2023 года:
|  |                          |  |                                   |                                   |            |  | еще 40 семейств | еще 40 семейств |                    |  |  |  | еще 186 подтвержденных видов и 18 видов, ожидающих подтверждения |
|  |                          |  |                                   |                                   |            |  | еще 40 семейств | еще 40 семейств |                    |  |  |  | еще 186 подтвержденных видов и 18 видов, ожидающих подтверждения |
|  |                          |  |                                   | порядок Гвоздичноцветные          |            |  |                 |                 | Росянка            |  |  |  |                                                                  |
|  |                          |  |                                   | порядок Гвоздичноцветные          |            |  |                 |                 | Росянка            |  |  |  |                                                                  |
|  | клада Цветковые растения |  |                                   |                                   | Росянковые |  |                 |                 | Росянка английская |  |  |  |                                                                  |
|  | клада Цветковые растения |  |                                   |                                   | Росянковые |  |                 |                 |                    |  |  |  |                                                                  |
|  |                          |  | ещё 63 порядка цветковых растений | ещё 63 порядка цветковых растений |            |  |                 | еще 2 рода      | еще 2 рода         |  |  |  |                                                                  |
|  |                          |  |                                   | ещё 63 порядка цветковых растений |            |  |                 |                 | еще 2 рода         |  |  |  |                                                                  |

### Синонимы
- Adenopa anglica Raf.
- Drosera anglica f. pusilla Kihlm. ex Diels
- Drosera anglica var. linglica (Kusak. ex R.Gauthier & Gervais) Schlauer
- Drosera anglica var. subuniflora DC.
- Drosera anglica var. woodii (R.Gauthier & Gervais) Schlauer
- Drosera kihlmanii Ikonn.
- Drosera linglica Kusak. ex R.Gauthier & Gervais
- Drosera longifolia L.
- Drosera woodii R.Gauthier & Gervais
- Rorella longifolia All.

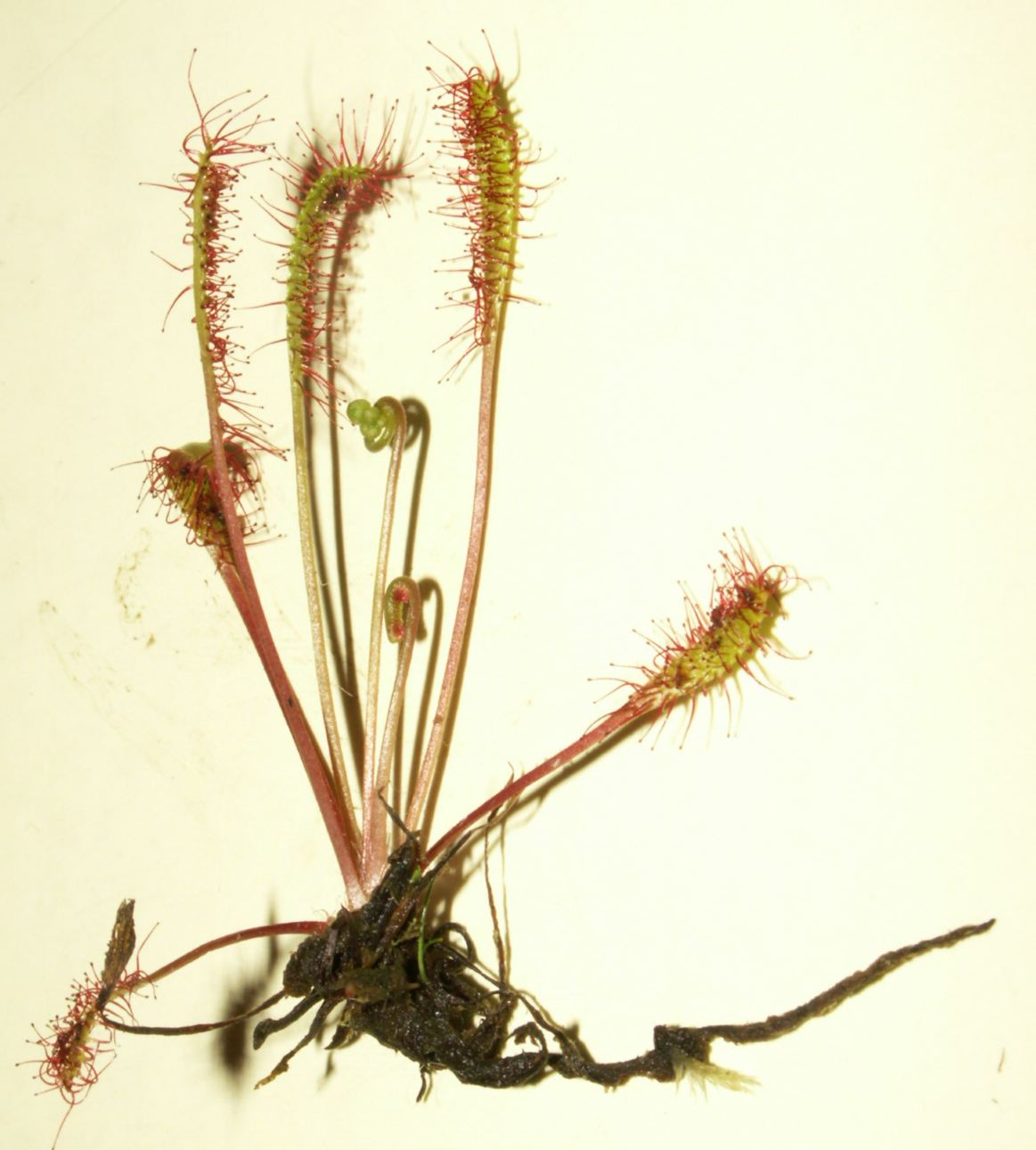
Общий вид растения
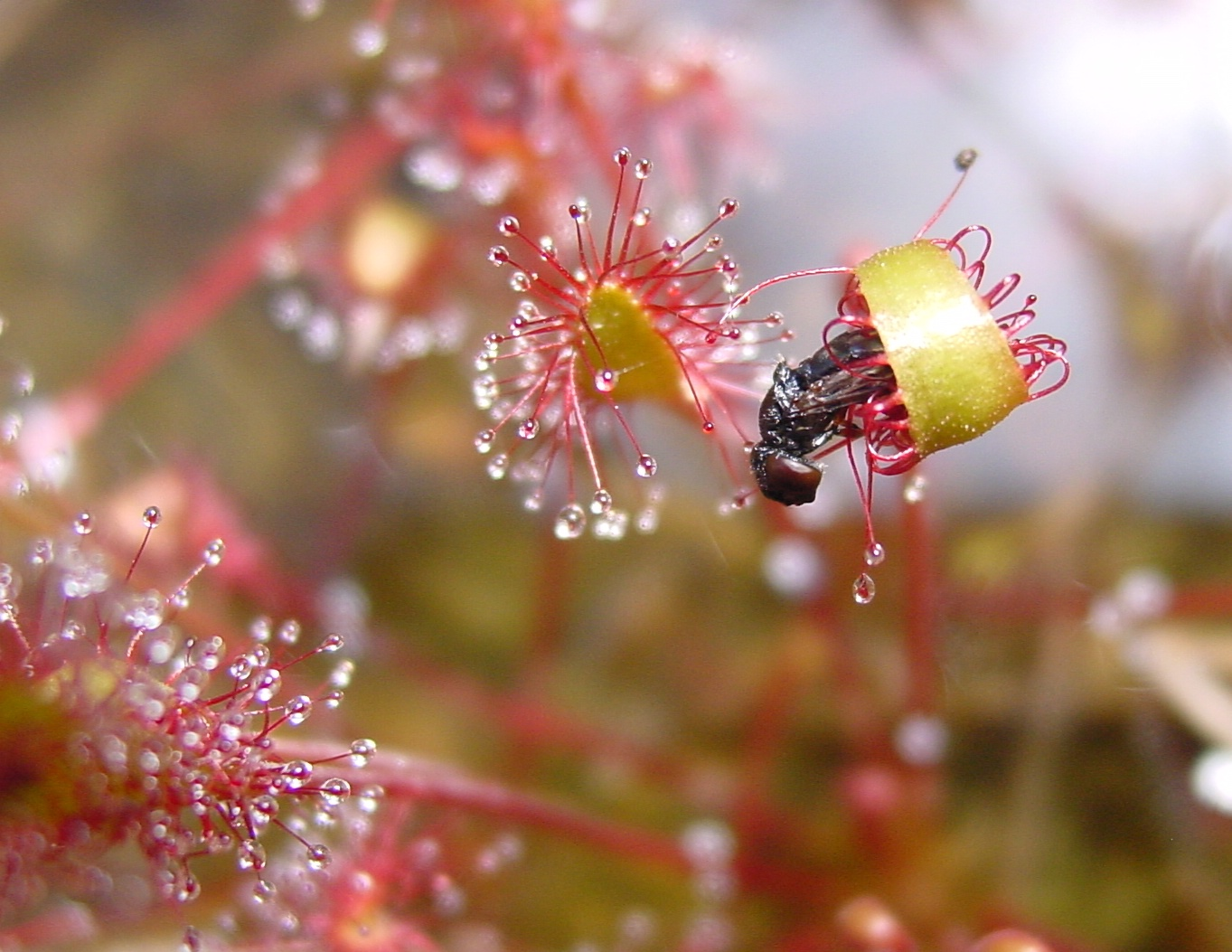
Лист росянки английской, свернувшийся вокруг пойманной мухи
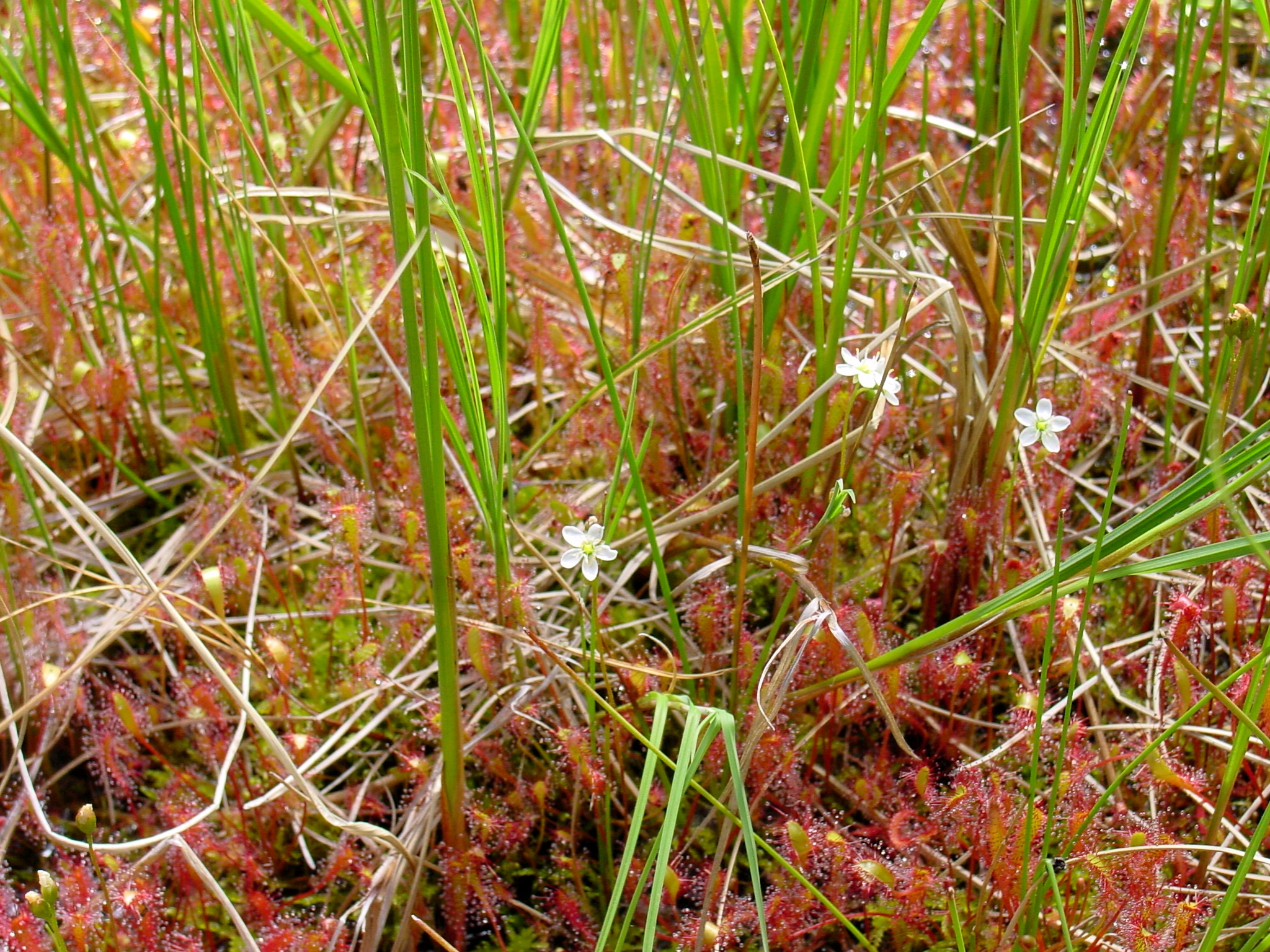
Цветущая росянка английская
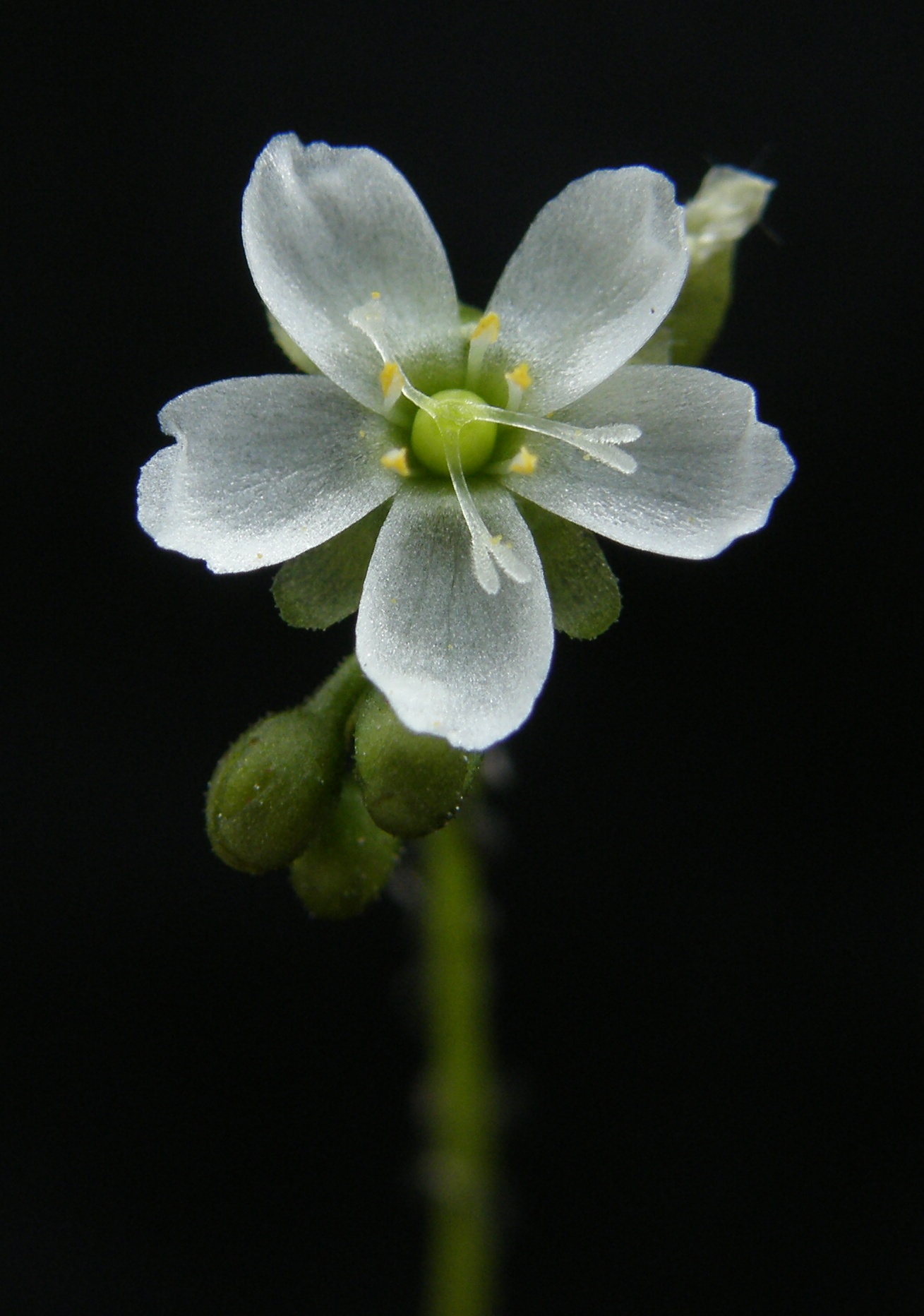
Цветок крупным планом